# Rudolf Fischer
Rudolf Fischer (Greven, 1944. február 24. –) német matematikus, nyelvész, eszperantista. A Német Eszperantó Szövetség volt elnöke. Az Eszperantó Akadémia tagja volt.

## Életútja
Körülbelül 1975 óta folyamatosan tevékenykedik a Német Eszperantó Szövetségben (NESZ), ahol különféle feladatokat, beosztásokat vállalt: A NESZ elnöke (2007-2013), alelnöke, az Esperanto aktuell c. újság szerkesztője is volt.

### Eszperantó tevékenysége
Lefordította eszperantóra Wilhelm Busch: Maks és Morits, valamint Heinrich Hoffmann: Hirthara Petro című gyerekkönyveket. Emellett feleségével, Hedviggel 1986 és 1990 között megszervezték a Nemzetközi Eszperantó Hét (PSI) családi összejöveteleit.
Három őshonos eszperantista apja: Gudrun Fischer, Gunnar R. Fischer és Harald Fischer.

## Kitüntetései
- A Német Eszperantó Szövetség tiszteletbeli tagja - 1995

## Fordítás
- Ez a szócikk részben vagy egészben  a   Rudolf Fischer című eszperantó Wikipédia-szócikk ezen változatának fordításán alapul.  Az eredeti cikk szerkesztőit annak laptörténete sorolja fel. Ez a jelzés csupán a megfogalmazás eredetét és a szerzői jogokat jelzi, nem szolgál a cikkben szereplő információk forrásmegjelöléseként.